# Miniräknare
För andra betydelser, se Räknare.

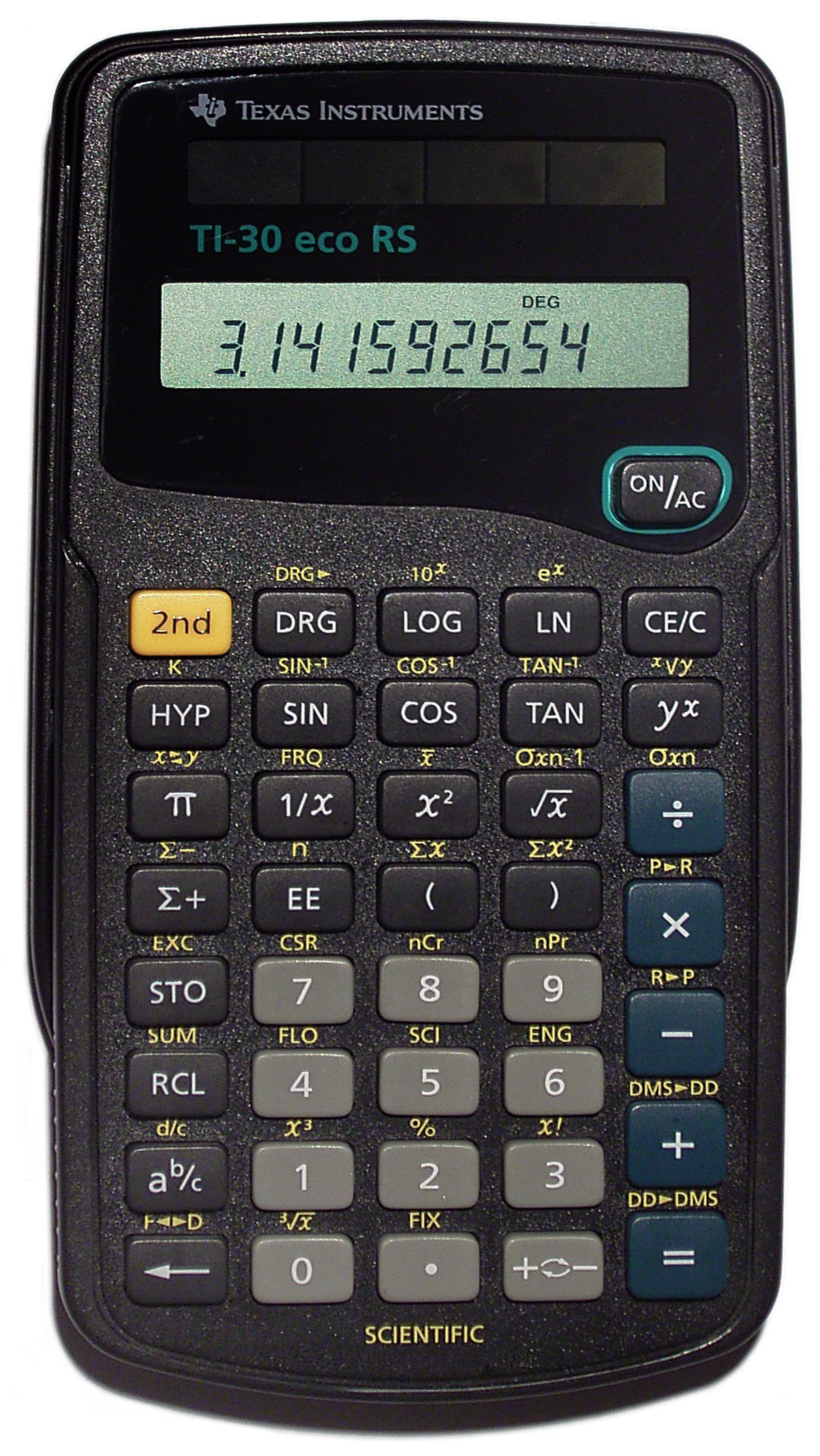
En avancerad miniräknare från Texas Instruments som visar talet pi avrundat till nio decimaler.

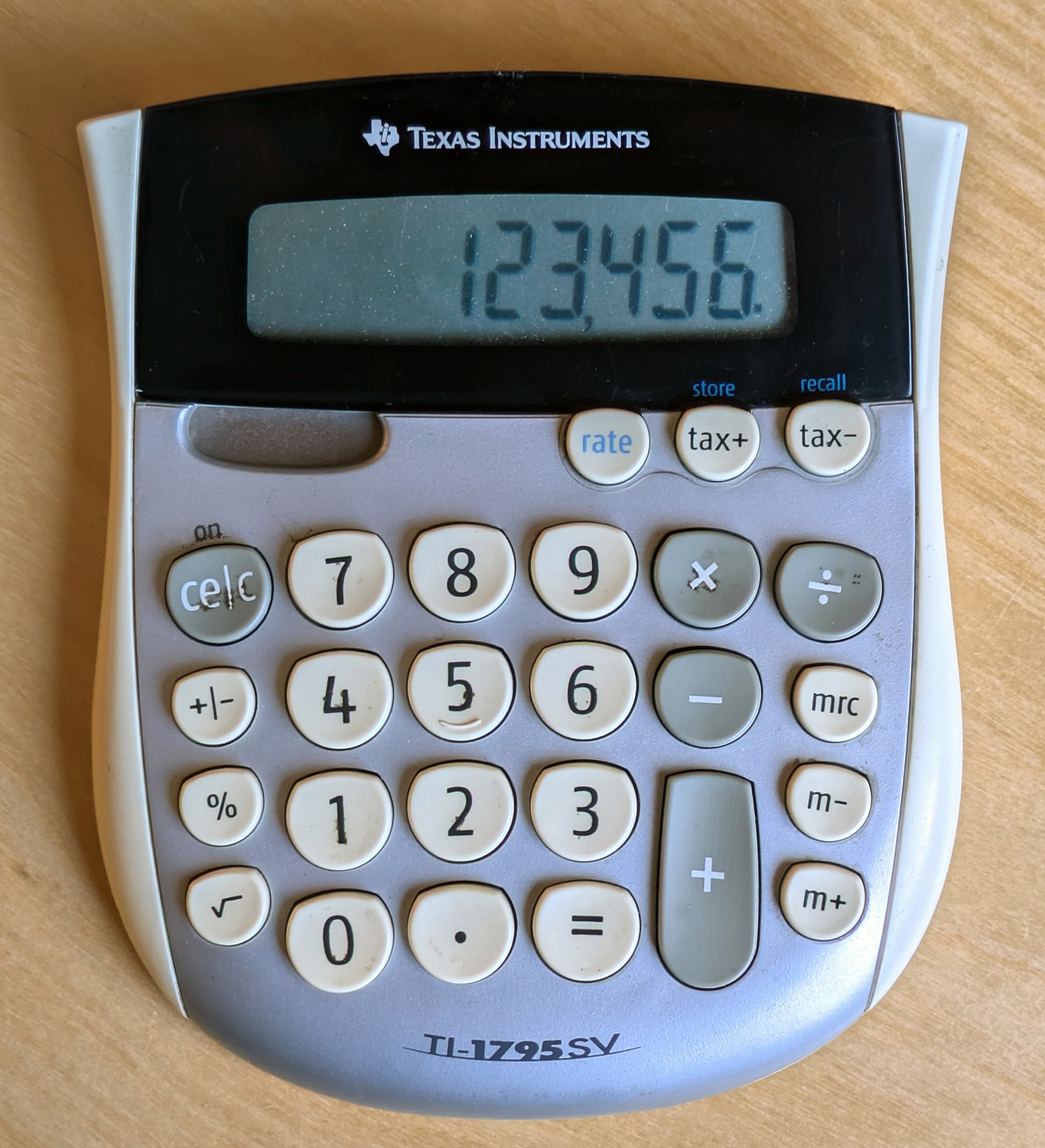
En enkel skrivbordsräknare från Texas Instruments.

Miniräknare, kalkylator, räknedosa eller fickräknare är en liten handhållen elektronisk apparat som kan utföra matematiska beräkningar. De enklaste varianterna klarar endast aritmetik medan de mer avancerade kan rita grafer, manipulera algebraiska uttryck och kan utföra uträkningar i andra talbaser. Numera är gränsen mellan avancerade miniräknare och handdatorer flytande. De har ersatt de tidigare mekaniska eller elektromekaniska räknemaskinerna och den manuella räknestickan.
En grafritande miniräknare är en särskild miniräknare avsedd för vetenskaplig eller ingenjörsmässig användning som kan visa matematiska funktionsgrafer. Grafritande miniräknare kan även visa flera rader text och siffror på samma gång. En del grafritande miniräknare har färgdisplayer.
Vissa miniräknare använder så kallad omvänd polsk notation (RPN, Reversed Polish Notation). Framförallt har Hewlett-Packard ett antal sådana modeller.
De flesta miniräknare drivs med batteri eller solceller.
En miniräknare med vetenskapliga funktioner och som bland annat kan räkna ut sinus och cosinus kallas funktionsräknare.

## Olika sorters miniräknare
- Funktionsräknare
- Grafritande miniräknare

### Programvara
- GCalc
- Kalkylatorn
- Kalkylator (datorprogram)
- Lybniz
- TI-BASIC